# Gamasiphoides caudatae
Gamasiphoides caudatae är en spindeldjursart som beskrevs av Wolfgang Karg 1996. Gamasiphoides caudatae ingår i släktet Gamasiphoides och familjen Ologamasidae. Inga underarter finns listade i Catalogue of Life.